# 리조필리스과
리조필리스과(Rhizophyllidaceae)는 진정홍조강 돌가사리목에 속하는 홍조식물과의 하나이다. 5속 20종으로 이루어져 있다.

## 하위 속
- Contarinia - 6종
- Nesophila - 유일종 R. hoggardii
- Ochtodes - 5종
- Portieria - 7종
- 리조필리스속 (Rhizophyllis) - 유일종 R. dentata